# Nathaniel Méndez-Laing
Nathaniel Otis Méndez-Laing (ur. 15 kwietnia 1992 w Birmingham) – gwatemalski piłkarz pochodzenia jamajskiego i belizeńskiego z obywatelstwem brytyjskim występujący na pozycji skrzydłowego w Derby County.